# Adżdża
Adżdża (arab. ‏عجّه‎) – palestyńska wioska położona w muhafazie Dżanin, w Autonomii Palestyńskiej. Według danych szacunkowych Palestyńskiego Centralnego Biura Statystycznego w 2016 roku miejscowość liczyła 6283 mieszkańców